# Anita Kruger
Pour les articles homonymes, voir Kruger.
Anita Kruger, née en 1977, est une nageuse namibienne.

## Carrière
Anita Kruger remporte aux Jeux africains de 1995 à Harare la médaille de bronze sur le 400 mètres nage libre ainsi que sur le 800 mètres nage libre.